# Margareta Artsman
Astrid Margareta Artsman, ogift Axelsson, född 25 september 1930 i Fagerhult i Kalmar län, död 2 augusti 2015 i Göteborg, var en svensk journalist. 

## Biografi
Artsman började sin verksamhet som journalist  som volontär på Oskarshamnsnyheterna i slutet på 1940-talet. Hon gick därefter på internationell högskola i Danmark. 
Hon var anställd 1950–1953 vid Dala-Demokraten, 1953–1960 vid Göteborgs-Tidningen, 1964–1969 som notischef och redaktionssekreterare vid Göteborgs-Tidningen, 1969–1972 som redaktör för GT:s söndagstidning, från 1973 vid Svenska Dagbladets Göteborgsredaktion och 1990–1993 senior editor vid SvD. Hon var under 1990-talet ledamot av dåvarande Pressens OpinionsnämndHon var 1987–1989 ordförande i Publicistklubben Väst och 1988–1996 ledamot av Hierta-nämnden.

### Familj
Margareta Artsman gifte sig 1953 med Bertil Artsman.

## Utmärkelser
- 1991 – utsedd till den andra hedersmedlemmen i föreningen Pennskaftet, en förening för de kvinnliga journalisterna i Västsverige som strävar efter att göra kvinnor mer synliga inom massmedia.[1] Detta tack vare sin entusiasm, integritet och nyfikenhet i sitt journalistiska arbete.
- 1995 – mottagare av utmärkelsen Johanna-pengen från Publicistklubbens västra krets
- 1996 – tilldelad Göteborgs stads förtjänsttecken för sina insatser inom journalistik i staden  .
- 2006 – tilldelad Göteborgs Universitets medalj Pro Arte Et Scientia. (silvermedalj i åttonde storleken), som belönar betydande insatser inom kultur och forskning. Artsman var troligen den första journalist att få denna medalj.